# Space Chimps 2: Zartog Strikes Back
Space Chimps 2: Zartog Strikes Back (em português: Space Chimps 2: O Retorno de Zartog) é um filme de animação de 2010, sequência do filme de 2008 Space Chimps. O filme foi dirigido e produzido por John H. Williams, escrito por Rob Moreland, com animação de Vanguard Animation e Studios Prana.

## Sinopse
Space Chimps 2 segue Comet, um chimpanzé que
anseia para ir ao espaço. Viaja para o Planeta Malgor onde ele faz amizade com a estrangeira Kilowatt, e vive a sua maior fantasia. No entanto, Comet tem que confiar si mesmo quando o temido alienígena chamado Zartog assume o controle da missão. Comet deve mostrar que tem as habilidades certas, e juntar os chimpanzés companheiros Ham, Luna e Titan, para salvar o dia.

## Elenco
| Ator              | Brasil               | Personagem |
| ----------------- | -------------------- | ---------- |
| Tom Kenny         | Yuri Chesman         | Ham        |
| Zack Shada        | Marco Aurélio Campos | Comet      |
| Patrick Warburton |                      | Titan      |
| Cheryl Hines      | Giulia de Brito      | Luna       |
| Carlos Alazraqui  | Walter Cruz          | Houston    |
| Laura Bailey      | Priscila Ferreira    | Kilowatt   |
| John DiMaggio     | Zeca Rodrigues       | Zartog     |
| Stanley Tucci     | Luiz Antônio Lobue   | Senador    |
| Patrick Breen     |                      | Dr. Bob    |
| Jane Lynch        | Denise Reis          | Dra. Poole |
| Omid Abtahi       | Élcio Sodré          | Dr. Jagu   |

## Curiosidades
- O filme estreou em sétimo lugar no Reino Unido e África do Sul e passou a um valor global de US$ 54338677.
- O filme não foi revisto ainda por Rotten Tomatoes, mas seis críticos anunciaram o filme foi maçante, o filme não foi bem recebido no Reino Unido, depois de apenas um curto período de bilheteria e que foi a pior sequência que eles tiveram.[1]